# Craig Shelton
Craig Anthony Shelton (nacido el 1 de mayo de 1957 en Washington D. C.) es un exjugador de baloncesto estadounidense que jugó dos temporadas en la NBA, además de hacerlo en la CBA y en la liga italiana. Con 2,00 metros de estatura, jugaba en la posición de ala-pívot.

## Trayectoria deportiva

### Universidad
Jugó durante cuatro temporadas con los Hoyas de la Universidad de Georgetown, en las que promedió 15,2 puntos, 7,4 rebotes y 1,3 asistencias por partido. A pesar de perderse casi completa su primera temporada, acabó siendo el tercer máximo anotador de la década de los Hoyas. En su último año fue incluido en el mejor quinteto de la Big East Conference, siendo además elegido mejor jugador del torneo de la conferencia.

### Profesional
Fue elegido en la vigésimo octava posición del Draft de la NBA de 1980 por Atlanta Hawks, donde jugó una temporada completa, en la que promedió 4,3 puntos y 2,5 rebotes por partido. Pocos partidos después de que diera comienzo la temporada 1981-82 fue despedido.
Fichó entonces con los Lancaster Lightning de la CBA, con los que ganó el campeonato. En 1983 se marchó a jugar a la liga italiana, jugando durante tres temporadas en dos equipos de la Serie A2, el Libertas Forlì y el Basket Mestre, y una última temporada en la máxima categoría con el Stefanel Trieste, promediando ese año 18,9 puntos y 7,7 rebotes por partido.

## Estadísticas de su carrera en la NBA

### Temporada regular
| Temporada | Edad | Equipo        | Liga | P  | TIT | MIN  | TC  | TCA | %TC  | 3P  | 3PA | %3P  | TL  | TLA | %TL  | R.OF. | R.DEF. | REB | ASIS | ROB | TAP | PER | FP  | PTS |
| 1980-81   | 23   | Atlanta Hawks | NBA  | 55 |     | 10.7 | 1.8 | 4.0 | .457 | 0.0 | 0.0 | .000 | 0.6 | 1.1 | .603 | 1.1   | 1.4    | 2.5 | 0.5  | 0.3 | 0.1 | 1.1 | 2.3 | 4.3 |
| 1981-82   | 24   | Atlanta Hawks | NBA  | 4  | 0   | 5.3  | 0.5 | 1.5 | .333 | 0.0 | 0.0 |      | 0.3 | 0.5 | .500 | 0.3   | 0.5    | 0.8 | 0.0  | 0.3 | 0.0 | 0.0 | 0.8 | 1.3 |
| Total     |      |               | NBA  | 59 | 0   | 10.3 | 1.7 | 3.8 | .453 | 0.0 | 0.0 | .000 | 0.6 | 1.0 | .600 | 1.0   | 1.4    | 2.4 | 0.5  | 0.3 | 0.1 | 1.0 | 2.2 | 4.1 |